# Нови дни
„Нови дни“ е списание за култура и просвета, което излиза в Орхание от ноември 1919 г. до 15 май 1927 г.
Задачата му е да бъде израз на културно-просветните нужди и прояви в Орханийския край. Съдържа местна културна хроника, разкази, стихотворения, статии по литературни въпроси, рецензии, исторически и фолклорен материал. Брой 28 (1925 г.) е посветен на Петър Илчев – директор на Педагогическото училище в града. На 10 юли 1925 г. е издадена притурка, която е посветена на Шипченската епопея. Списанието се печата в печатниците „Гутенберг“ и на Карл Попоушек в Орхание, „Труд“ във Враца и „Майска роза“ в София. До брой 5 редактор е М. Геров, след това е Г. Попиванов, а от брой 22 до 30 е и В. Савов.